# 約斯塔峰
72°6′S 2°44′W / 72.100°S 2.733°W
約斯塔峰是南極洲的山峰，位於毛德皇后地的瑪塔公主海岸，處於利耶奎斯特高地東北部，屬於阿爾曼嶺南部，由挪威製圖師根據測量和空中照片繪入地圖。